# 애펄루사

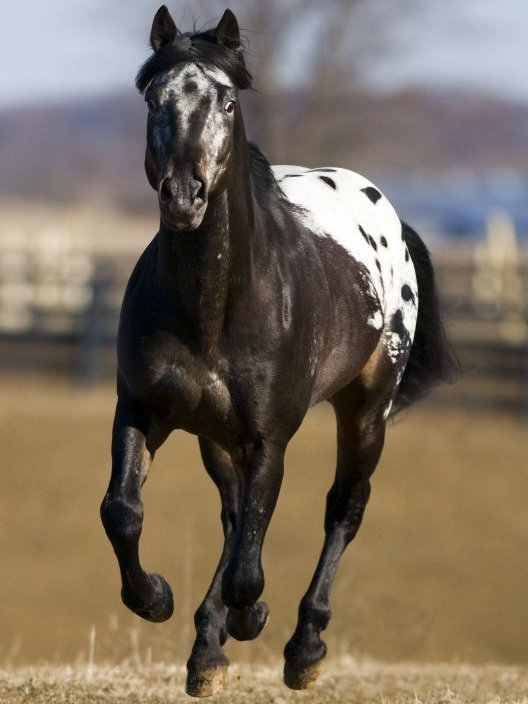

애펄루사(Appaloosa) 또는 아팔루사는 색채로운 점털 패턴을 지닌 것으로 알려진 미국의 마종이다. 종 안에서도 다양한 체형을 보이며 역사적으로 여러 마종들의 영향을 받았다. 애펄루사는 말 재발성 방광염(equine recurrent uveitis, ERU), 선천성 야맹증(congenital stationary night blindness)으로 발전하는 경향이 있다.
오늘날 애펄루사는 미국의 가장 대중적인 품종들 가운데 하나이다. 1975년에 아이다호주의 주마(州馬, state horse)가 되었다.